# Kesselse Heide
De Kesselse Heide is een provinciaal domein met landschappelijke waarde in Kessel, een deelgemeente van het Belgische Nijlen. Het domein heeft een oppervlakte van 43 ha. De Kesselse Heide is opgericht in 1976 en is sinds 1996 een beschermd landschap.
In het broedseizoen is het domein gesloten vanwege de vele beschermde vogelsoorten die hier hun biotoop hebben. Het is een heide-veen gebied op de grens van de Kempen en de alluviale gronden van de vallei van de Kleine Nete. Er zijn enkele vennen gelegen op het domein. Op de Kesselse Heide is er een begrazingsproject met een vijftigtal schapen zodat de ongewenste grassen op een natuurlijke manier verwijderd worden.

## Geschiedenis
De Kesselse Heide maakte deel uit van de grote Kempense heidevlakten. Tijdens de laatste ijstijd - rond 70.000 à 10.000 voor Christus - werden de Kempen bedekt met hele pakken zand. Het fijne zand (löss) werd weggewaaid en vormde stuifduinen, waarvan er nog restanten liggen op het domein. Het grovere dekzand bleef er lange tijd dor liggen. Na deze ijstijd - rond 10.000 à 3.800 voor Christus - werd het warmer en ontstonden eikenberkenbossen, met grove den en berk. Daarna begon de mens delen bos te kappen of afbranden voor landbouwgrond. Wanneer de grond uitgeput was, bleven open plekken schrale grond achter. Deze waren ideaal voor de heidegroei. Bovendien werden er schapen geteeld voor de lakennijverheid en deze hielpen mee de heidevlakte in stand te houden door jonge boomscheutjes af te grazen.
Tijdens de Franse Revolutie werd de Kesselse Heide verkocht en later herbebost met grove den, die kon gebruikt worden voor de mijnbouw.
Voor de Eerste Wereldoorlog werd de fortengordel rond Antwerpen afgewerkt. In 1912 was het Fort van Kessel klaar en in 1913 het Fort van Broechem. Om het zicht tussen deze forten vrij te houden, werden alle bomen gekapt. Op de Kesselse Heide bleef slechts één boom staan: deze gaf de grens aan tussen Kessel en Nijlen. De familie Pouppez-de-Kettenis, die eigenaar was van de Kesselse Heide, liet het domein herbebossen vanaf 1920. Tijdens de Tweede Wereldoorlog werden de bomen opnieuw gekapt, deels door soldaten en deels door de bevolking als brandstof. Alleen dezelfde ene boom bleef weer staan, tot ook deze in 1943 verdween. Na de oorlog groeide het bos terug.
In de jaren 1960 werd een deel van het domein verkocht om er het schuimrubberbedrijf Artilat op te bouwen.

## Natuurgebied
De gemeente Kessel beheerde de Kesselse Heide vanaf 1972: de gemeente hield er toezicht en ruimde het domein op. Bij Koninklijk Besluit van 5 augustus 1976 werd het domein tot natuurgebied verklaard en in 1978 werd het gekocht door de provincie Antwerpen. In 1981 kocht de gemeente Nijlen het 7 ha grote natuurgebied "Hoogbos" aan en gaf dit in 2005 in beheer aan de provincie. Het Hoogbos ligt aan de overzijde van de Lindekensbaan, de straat waaraan de Kesselse Heide paalt. In 2010 werd de "Hoge Heide" aangekocht, een 9 ha groot natuurgebied naast het Hoogbos.
Om het heidegebied in stand te houden, grazen er schapen.
Op de Kesselse Heide zijn heel wat diersoorten actief, onder meer de grijze zandbij, boompieper en boomvalk. Qua planten zijn er onder meer ronde zonnedauw, zandzegge en pijpenstrootje.
Het domein is uitgerust met bewegwijzerde wandelpaden en pic-nic faciliteiten. Tegen de Kesselse Heide is een bezoekerscentrum ingericht. Dit kreeg de naam "Doefoepdei" (van "de hoeve op de heide"), naar de naam van de oude hoeve waarin het gevestigd is.